# Canadian Vickers Vedette
Canadian Vickers Vedette là máy bay đầu tiên do Canada tự thiết kế và chế tạo cho nhu cầu trong nước. Đây là thủy phi cơ một động cơ trang bị cho Không quân Hoàng gia Canada (RCAF), nhằm đáp ứng nhu cầu của RCAF về một loại máy bay nhỏ hơn Vickers Viking nhưng có vận tốc lên cao lớn hơn, và thích hợp để khảo sát rừng và chữa cháy. Loại máy bay này còn được sử dụng rộng rãi trong các hoạt động dân sự ở Canada. Hầu hết các bản đồ địa hình sử dụng ở Canada ngày nay được dựa trên các bức ảnh chụp từ các chuyến bay khảo sát của Vedette.

## Quốc gia sử dụng
Canada
- Không quân Hoàng gia Canada (45 chiếc)
- Fairchild Aerial Surveys (1 chiếc)
- Dịch vụ Hàng không Manitoba (chính quyền) (7 chiếc)
- Dịch vụ Hàng không Tỉnh Ontario (2 chiếc)
- Chính quyền Saskatchewan (5 chiếc)
- Western Canada Airways Ltd. (1 chiếc)
- Canadian Airways (1 chiếc)

 Chile
- Không quân Chile

## Biến thể
Vedette I
Vedette II
Vedette III & IV
Vedette V
Vedette Va
Vedette Vam
Vedette VI
Vassal I

## Tính năng kỹ chiến thuật (Mk II)

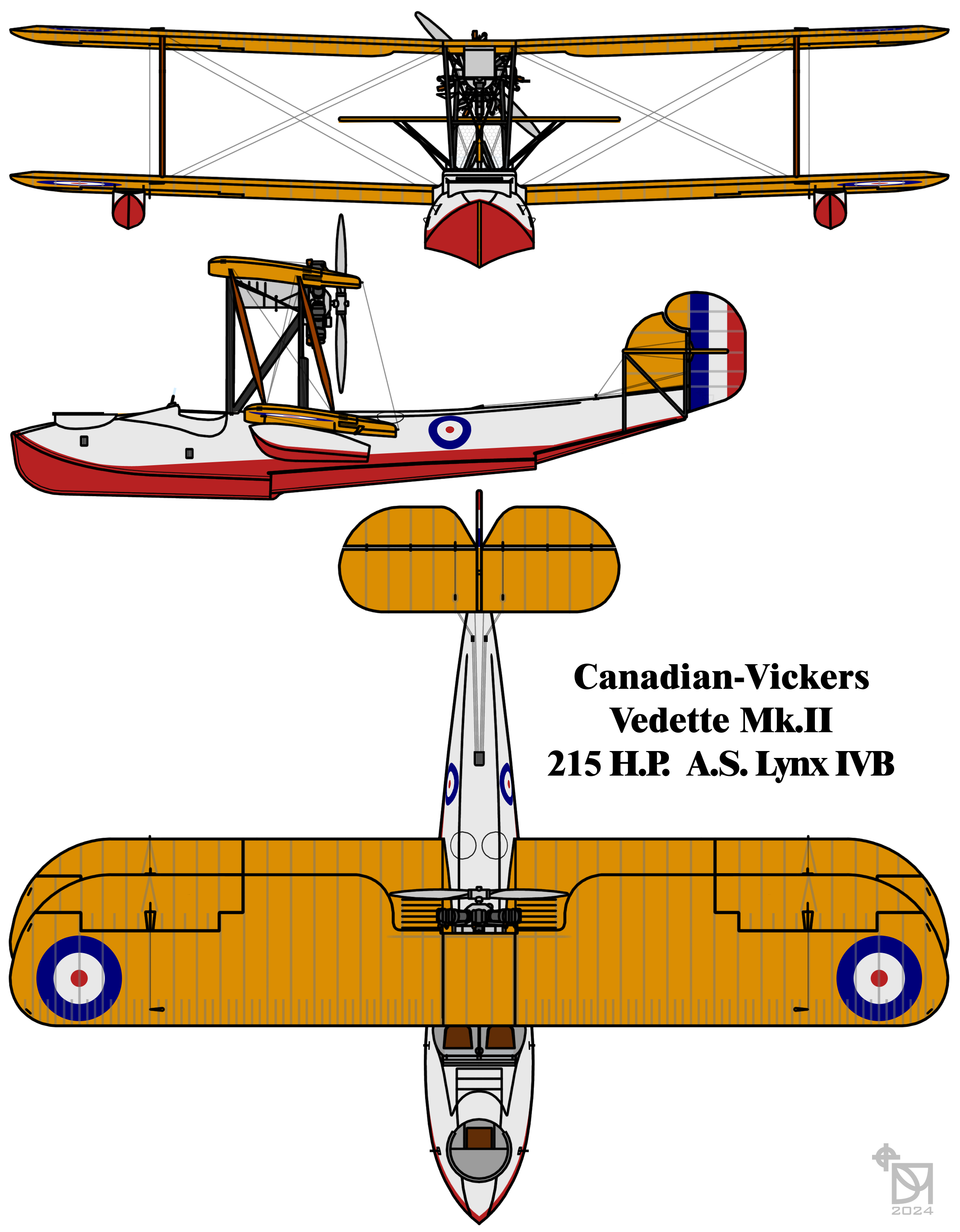
Canadian Vickers Vedette 3-view drawing

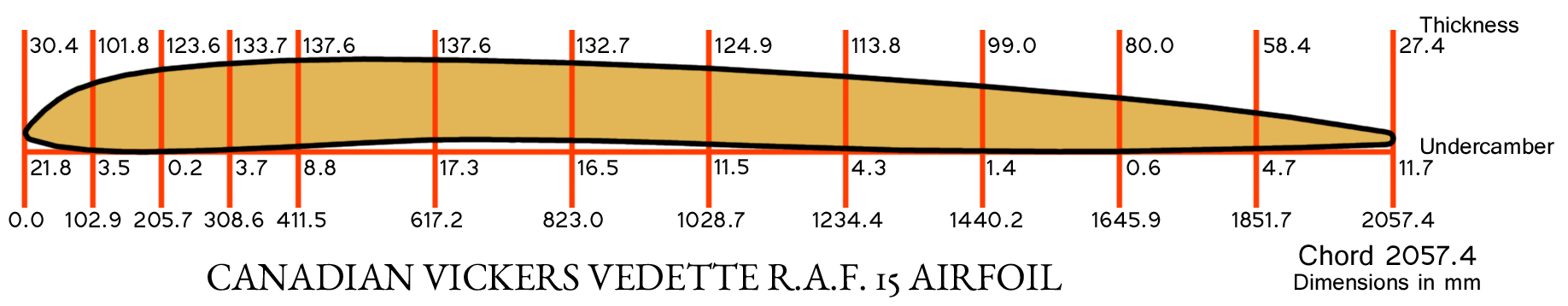
R.A.F. 15

Dữ liệu lấy từ The Canadian Vickers Vedette, Canadian Aeronautics and Space Journal, October 1964.
Đặc điểm tổng quát
- Kíp lái: 2/3
- Tải trọng: 1258 pound (571 kg)
- Chiều dài: 32ft 10" (10,0 m)
- Sải cánh: 42 ft (12,80 m)
- Chiều cao: 11 ft 1/4 in (3,359 m)
- Diện tích cánh: 495,6 square feet (m)
- Kết cấu dạng cánh: Royal Aircraft Factory R.A.F. 15
- Trọng lượng rỗng: 1.942 lb (882 kg)
- Trọng lượng có tải: 3.200 lb (1.454 kg) (1625 kg)
- Trọng lượng cất cánh tối đa: 4.000 lb (1.816 kg)
- Động cơ: 1 × 200 hp Wright J-4, 220 hp Wright J-5 hoặc 215 hp Armstrong-Siddeley Lynx IV.,  ()

 Hiệu suất bay 
- Vận tốc cực đại: 92 mph (153 km/h)
- Tầm bay: 5 giờ ()
- Trần bay: 13.000 feet (4.000 m)
- Vận tốc lên cao: 650 feet/phút (198 m/phút)

Trang bị vũ khí

không